# 西平铁路
西平鐵路是連接中國陝西咸阳和甘肅平涼的鐵路線。正線全長266公里，設車站22個。
鐵路是「十一五」規劃建設的鐵路重點專案，項目總投資77.98億元人民幣，由鐵道部、陝西省、甘肅省及相關企業投資，並組建西平鐵路有限責任公司負責項目建設。鐵路於2008年11月20日動工，2013年12月25日通車。
鐵路的開通結束了慶陽地區不通鐵路的歷史。

## 走線
鐵路由隴海鐵路茂陵站引出，向西北經興平、禮泉、乾縣、永壽、彬縣、長武及甘肅寧縣、涇川縣、崆峒區，與寶中鐵路在平涼南站接軌。2019年，本线南市-礼泉区间新建胡王线路所，该线路所设有通往银西高速铁路的联络线。

## 技術資料
鐵路屬國家Ⅰ級單線電氣化鐵路，其中蒿店至太峪一次性建成雙線，其餘地段預留了雙線條件，設計時速120公里，運輸能力為每年貨運量3000萬噸，單向年客運量160萬人次。

## 對沿線的影響
全線共設七個戰略裝車點，與十四條煤炭專用線接軌，開通後將大大提高沿線礦區煤炭開採外運能力，有效緩解國道和高速公路的運輸壓力，為煤炭資源大運量進入華中、華東和華南地區提供可靠的鐵路運輸保障，徹底解決目前全國十三大煤礦區之一的慶陽、彬長礦區煤炭外運能力低下的問題。
但另一方面，鐵路在施工時也讓泾川县境内的省级文物保护单位泾州古城遗址遭到严重破坏，当地文物保护部门和群众多次反对，但均无果。

## 事故
2016年4月25日12时30分左右，彬县开往西安的K8232次旅客列车（当时仍使用25B型客车）在运行途中，因前行货物列车煤灰扬尘侵入车厢，K8232次列车上有41名乘客吸入煤粉尘，突发呼吸困难、恶心呕吐等症状，西安铁路局随即在列车运行的前方最近车站永寿站将提出到医院诊治的旅客送医院治疗，同时采取租用大巴车和更换客车车底的方式，将其他旅客安全送至目的地。涉事列车的车体在事发后更换为25G型空调客车。